# Tea Party-rörelsen

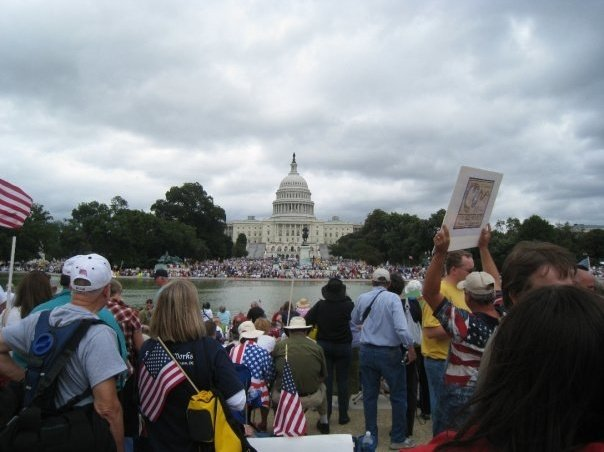
Tea Party-demonstration i Washington DC.

Tea Party-rörelsen (eng. Tea Party movement) är en konservativ/libertariansk och högerpopulistisk proteströrelse inom det republikanska partiet i USA. Tea Party-rörelsen uppstod 2009, när en serie lokalt och nationellt koordinerade demonstrationer genomfördes. Rörelsen har från början varit finansierad av bland annat tobaksindustrin och andra politiskt aktiva industriintressen.
Protesterna var från början inriktade på bland annat räddningspaketet till banksektorn (Emergency Economic Stabilization Act of 2008 och American Recovery and Reinvestment Act of 2009), men har senare även kommit att omfatta USA:s dåvarande president Barack Obamas sjukvårdsreform Patient Protection and Affordable Care Act som den samlade kongressen antog 2010.
Proteströrelsen hämtar sitt namn från den så kallade Tebjudningen i Boston, som ägde rum 1773 i Boston, vilket blev en symbol för de amerikanska koloniernas revolt mot den brittiska centralmaktens ökande skatter och pålagor. "Tea" fungerar dessutom som en akronym för taxed enough already (ung. "vi är redan beskattade nog").
Tea Party-rörelsen har kritiserats för sin ofta hetsiga och konfliktinriktade retorik, till exempel med den karta med kikarsikten inritade över politiska motståndare som Sarah Palin under en tid hade på sin Facebook-sida, med uppmaningen att "ladda om och sikta". Detta plockades snart därefter bort efter mordförsöket på den demokratiska kongressledamoten Gabrielle Giffords 2011. Tea Party-rörelsen i representanthuset har beskyllts vara ansvariga för den delvisa nedstängningen av den amerikanska staten mellan den 1 och 16 oktober 2013.

## Ledarskap
Republikanen Ron Paul var en inspiratör till den tidiga Tea Party-rörelsen och har kallats "hjärnan bakom rörelsen", samt rörelsens "gudfader". Numera saknar han dock en tydlig koppling till rörelsen och hans son, den republikanska senatorn Rand Paul, anses istället ha större inflytande. En av rörelsens främsta galjonsfigurer är även den förra republikanska vicepresidentkandidaten (till John McCain i presidentvalet 2008) och Alaska-guvernören Sarah Palin. Vid kongressvalet 2010 vann Tea Party-rörelsen vissa framgångar, bland annat med en senatorsplats (för republikanerna) genom Rand Paul.
Vid det republikanska partiets provval 2011, inför 2012 års primär- och presidentval, vann kongressledamoten och Tea Party-företrädaren Michele Bachmann med 29 procent av rösterna. USA:s president Donald Trump hyllade Tea Party-rörelsen genom sin presidentkampanj 2016 och hade utbrett stöd från rörelsen såväl under primärvalen som presidentvalet.